# TweetDeck
X Pro, anteriormente chamado de TweetDeck é um aplicativo de mídias sociais, que integra mensagens do X e anteriormente do Facebook. Como outros aplicativos do X, sua interface é como a do X API, que permite os usuários a enviar e receber posts e ver perfis de usuários. É o mais popular aplicativo do X, com 19% do mercado de compartilhamento em junho de 2009, segundo o site oficial do X, e com 45.70% do compartilhamento para updates de status. É compatível com vários sistemas operacionais incluindo Mac OS X e Linux (via Google Chrome). Uma versão para o iPhone foi lançada em 19 de Junho de 2009, e uma versão para iPad em Maio de 2010. Já disponível uma versão para Android. Em agosto de 2023 o TweetDeck foi renomeado para X Pro.

## Interface do usuário
Os usuários podem dividir o programa em várias colunas que mostram coisas diferentes, por exemplo, os posts de seus amigos. Ele também permite aos usuários dividir as pessoas que eles seguem em grupos, um recurso muito útil para muitos usuários.

## Aquisição pela Twitter Inc.
No dia 25 de maio de 2011, o TweetDeck foi adquirido pela Twitter Inc., por um preço estimado entre 40 e 50 milhões de dólares.